# Desbordamiento del río Hondo en 2008
El desbordamiento del Río Hune ocurrió el 26 de octubre de 2008, afectando a las localidades mexicanas de La Unión y Revolución, Quintana Roo; en la frontera entre México y Belice alcanzando el río un nivel de 8.15 m, por lo que evacuaron alrededor de 340 familias afectadas.
El 27 de octubre, el río superó los 9.5 m de profundidad, por lo que siguieron inundadas unas 200 viviendas en las localidades de Pioneros del Río, Tambores de Emiliano Zapata y Nuevo Revolución.
El 30 de octubre, se declaró zona de emergencia a fin de acceder a los recursos del Fondo Nacional de Desastres Naturales, y así recuperar las pérdidas en infraestructura, luego que el 28 de octubre el río rebasara la marca de los 10 m.
El 31 de octubre, se mantenían inundadas 195 viviendas de La Unión, sin embargo el nivel del río comenzaba a disminuir; el presidente municipal de Othón P. Blanco, Andrés Ruiz Morcillo, manifestó que planean reubicar a todos los pobladores de esa comunidad a una zona más segura, a fin de prevenir nuevos desastres. El director general de la Comisión Nacional del Agua, José Luis Luege Tamargo informó que Quintana Roo podría ser declarado zona de emergencia ante las inundaciones en varias localidades de la entidad. El 1° de noviembre, el nivel del río había descendido 70 cm, confirmó la Policía Federal Preventiva, por lo que se evalúa el regreso de damnificados a sus comunidades. El 5 de noviembre, arribó a Chetumal un avión C-130 Hércules del Ejército Mexicano con varias toneladas de víveres para los damnificados.